# Erioptera (Erioptera) cornuta
Erioptera (Erioptera) cornuta is een tweevleugelige uit de familie steltmuggen (Limoniidae). De soort komt voor in het Palearctisch gebied.